# Vnitřní světlo
Vnitřní světlo (v anglickém originále The Inner Light) je v pořadí dvacátá pátá epizoda páté sezóny seriálu Star Trek: Nová generace.

## Příběh
USS Enterprise D nalezne sondu, která skenuje loď a zasáhne kapitána Picarda energetickým paprskem. Ten upadne do bezvědomí. Probudí se na povrchu neznámé planety (která není součástí Federace). Žena, která tvrdí, že je jeho manželka Eline, ho přesvědčuje, že se jmenuje Kamin a právě se probudil z horečnatého onemocnění, které mohlo způsobit ztrátu paměti. Ačkoli Picard mluví o svých vzpomínkách z Enterprise, Eline a blízký přítel Batai ho přesvědčí, že jde jen o sny, a pomohou Picardovi zvyknout si na život v jejich společnosti na planetě Kataan. Picard žije jako Kamin ve vesnici Ressik, založí s Eline rodinu a naučí se hrát na flétnu. Jak jde čas, Kamin zjišťuje, že planeta trpí globálním suchem způsobeným zvýšenou radiací zdejšího slunce. Posílá zprávy představitelům planety.
Léta ubíhají a Kamin stárne a stane se vdovcem. Kvůli slunci se stále zvyšuje teplota na planetě, až stoupne nad snesitelnou mez. Jednoho dne, když je Kamin se svým vnukem, ho zavolají jeho děti, aby sledoval start rakety. Když vyjde z domu, uvidí Eline a Bataie mladé, jako když se s nimi setkal poprvé. Vysvětlují mu, že tu raketu už viděl, než k nim přišel. Jakmile zjistili, že je jejich planeta odsouzena k zániku, umístili své vzpomínky na planetu a společnost do sondy, která představovala jejich nejpokročilejší technologii, a doufali, že ji někdo jednou objeví a řekne ostatním o jejich světě. Picard si při pohledu na startující raketu opět vybaví svůj život na Enterprise.
Picard se probouzí na můstku Enterprise. Zjišťuje, že od objevení sondy uplynulo jen 25 minut. Mezitím se posádce ve snaze zjistit účel sondy podařilo dohledat její kurz zpět k pusté planetě, kterou před dlouhou dobou zničila nova. Nyní již neaktivní sonda je přemístěna na palubu Enterprise k dalšímu zkoumání. Uvnitř je nalezena malá schránka, kterou Riker přinese Picardovi. Uvnitř je flétna, na kterou Picard zahraje melodii, kterou se naučil jako Kamin.

## Zajímavosti
- Flétna se objevuje ve zbytku seriálu jako vzpomínka na Picardův virtuální život. Významnou roli má v epizodě Lekce (v originále Lessons) v 6. řadě.
- Původní jednoduchou melodii později její autor Jay Chattaway rozvinul do podoby 6 minutové orchestrální skladby u příležitosti 30. výročí Star Treku.
- Tato epizoda je často uváděna jako jedna z nejlepších z celého seriálu. Například při televizní anketě, která proběhla v USA před vysíláním závěrečné epizody seriálu (Star Trek: The Next Generation Viewers Choice Marathon), se umístila mezi nejlepšími pěti. Na stránkách StarTrek.com si udržuje uživatelské hodnocení 4,8/5 (k 16. 3. 2010).
- V roce 1993 epizoda získala cenu Hugo Award za nejlepší hrané představení. Je to jedna z pouhých čtyř epizod, které tuto cenu obdržely. (zbylými jsou Město na pokraji věčnosti, Zvěřinec a Všechno dobré…).
- Kaminova syna Bataie hraje syn herce Patricka Stewarta, Daniel Stewart.